# Protocolo de Londres (1830)

Expansión del Reino de Grecia (1832-1947)

El Protocolo de Londres de 1830 fue un tratado firmado entre el Reino de Francia, el Imperio Ruso y el Reino Unido de Gran Bretaña e Irlanda el 3 de febrero de 1830. Fue la primera vez que en un acto diplomático internacional se reconoció a Grecia como un estado soberano e independiente, con todos los derechos políticos, administrativos y comerciales que derivan de ello. Este estado se extendería al sur de la frontera definida por los ríos Achelous y Spercheios. El primer gobernador del estado recién formado (1830-1831) fue Ioannis Kapodistrias, quien ya se había desempeñado anteriormente como gobernador de Grecia en 1828 luego de una resolución de la Tercera Asamblea Nacional en Troezen .
El Protocolo de Londres también determinó que el estado griego fuera una monarquía y su gobernante tuviera el título de "Gobernante Soberano de Grecia". Para este cargo, los países contratantes seleccionaron inicialmente al príncipe Leopoldo de Sajonia-Coburgo y Gotha quien, a pesar de su aceptación inicial, finalmente rechazó su propuesta.
Posteriormente, un nuevo tratado, firmado el 25 de abril / 7 de mayo de 1832, nombró rey de Grecia al príncipe Otón de Baviera, de 17 años y designó el nuevo estado el Reino de Grecia. La selección de Otto como rey, que estuvo influenciada por el filohelenismo de su padre, el rey Luis I de Baviera, no fue completamente aprobada por las tres potencias, particularmente, el Reino Unido.